# Cacopsylla minor
Cacopsylla minor är en insektsart som först beskrevs av Crawford 1914.  Cacopsylla minor ingår i släktet Cacopsylla och familjen rundbladloppor. Inga underarter finns listade i Catalogue of Life.